# Mollenburg’sche Schlosstaverne

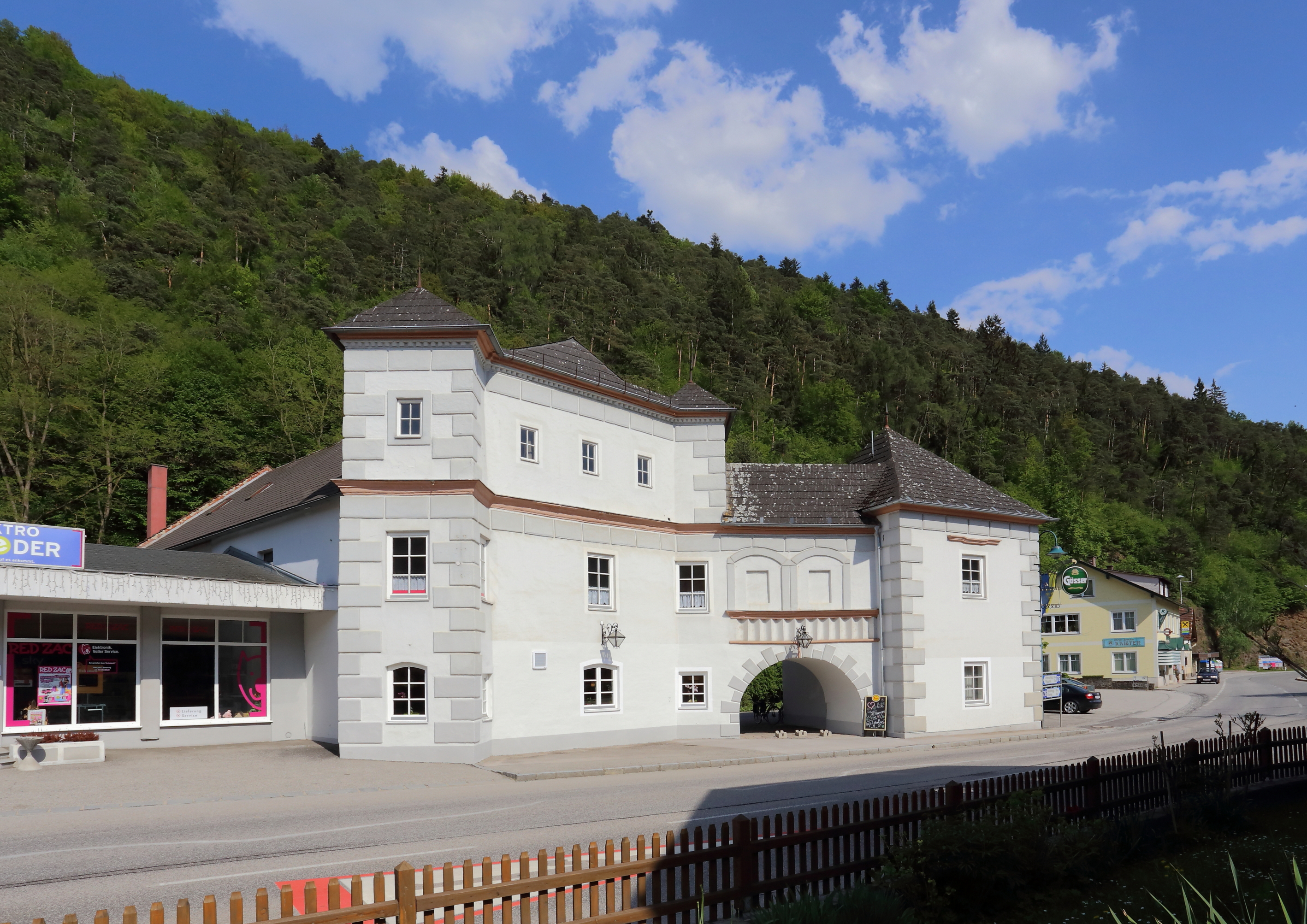
Ehemalige Mollenburg’sche Schlosstaverne

Die ehemalige Mollenburg’sche Schlosstaverne befindet sich in Weiten im niederösterreichischen Waldviertel und liegt an der Einmündung der Straße von Seiterndorf in die Weitental Straße. 
Die ehemalige Taverne des Ansitz Mollenburg wurde später als Gasthaus Zum Geierhorst genutzt und derzeit als Cafe Geierhorst.
Das Gebäude ist ein unter Denkmalschutz stehender unregelmäßiger, zwei- bis dreigeschoßiger Bau mit Geschoßbänderung und Ortsteinfassung aus dem letzten Viertel des 16. Jahrhunderts. Der Hauptbau hat übereck gestellte Türmchen und ist durch einen schmalen Bau mit einem turmartigen Bauteil im Süden verbunden. Im Erdgeschoß der Ecktürmchen gibt es Sitznischen mit stuckierten Netzrippengewölben.